# نهر جاماري
نهر جاماري هو نهر في ولاية روندونيا في غرب البرازيل .
تمت تغطية جزء من مستجمعات المياه في النهر بواسطة غابة جاكواندا الوطني التي هي وحدة الحفاظ على الاستخدام المستدام.  سد نهر جاماري هو سد صامويل الكهرومائي بالقرب من بورتو فيلهو ، والذي يشكل خزانًا يغطي 56,000 هكتار (140,000 أكر) . تم إنشاء محطة صموئيل البيئية في تعويض عن التأثير البيئي. تمتد المحطة البيئية إلى الشرق من السد وتحمي جزءًا من حوض نهر جاماري.